# Sergej Zoekov
Sergej Zoekov (Russisch: Сергей Викторович Жуков) (Zjytomyr, 30 augustus 1951) is een Oekraïens componist.

## Levensloop
Hij is geboren in 1951 in Zjytomyr in Oekraïne. Zoekov slaagde aan de plaatselijke Muziekhogeschool in 1973 en studeerde af in 1978 aan het Moskou Conservatorium. Daarna heeft hij nog twee jaar gestudeerd bij Michail Chukali.
Er is verder niets bekend over hem; wel dat zijn werken regelmatig werden/worden uitgevoerd op allerlei festivals voor nieuwe muziek, meestal in de landen die behoorden tot de Sovjet-Unie.
Hij componeert in allerlei genres.

## Oeuvre
- 1978: Dramatisch Drieluik, in memoriam voor Vladimir Mayakofski;
- 1992: Het lot van Nemesis;
- 1994: Concerto Mystery;
- 1994: Concerto Grosso;
- Solaris (ballet)
- Afscheidliederen voor sopraan, fluit, cello en piano;
- Vioolconcert "Angel’s day"
- Book of Transformation for prepared piano;
- Clouds voor a capella koor
- Percussieconcert;
- Concerto Sacra;
- Dithyrambe;
- Echo, voor sopraan, piano en strijktrio;
- Gethemane Night; Concert voor eletronisch versterkte cello, koor, hoorn, percussie en prepared piano;
- Hommage Holland voor drie orgels;
- Image and transfiguration, voor orgel solo;
- In search of the missing score, voor klarinet, harpsichord en tape;
- Landscape voor klarinetsolo;
- Lyrical scenes, voor sopraan en strijkkwartet;
- Moments, running in succession (Oratorium);
- Monologues, voor sopraan en piano;
- Repented prayer of Saint S. Sarovksy, voor a capella koor;
- Sheet music voor piano;
- Silentium, pianoconcert;
- Sonate-Bussanda, voor solopiano;
- Sonate-capriccio voor solocello;
- Spivanochki, voor twee sopranen, klarinet, viool, piano en tempelbloks;
- Symfonie;
- De Tuinman en de dood, scene voor contra-alt uit Het Zwijgen;
- Oekraïense liederen voor sopraan en strijkkwartet .

## Beschrijvingen
Beschrijvingen van zijn composities vindt u in de Categorie:Compositie van Sergej Zoekov.